# 西河大鼓
西河大鼓是中国北方地区的一种较为典型的鼓书暨鼓曲形式。

## 简介
西河大鼓是中国北方的鼓书暨鼓曲形式。前身是清朝中期流行于河北省中部的弦子书、木板大鼓。弦子书用小三弦伴奏，演员自弹自唱；木板大鼓无弦索伴奏，演员自击筒板和书鼓说唱。后来弦子书和木板大鼓的艺人拼档演出，形成以鼓、板、小三弦伴奏的形式。
西河大鼓的创始人一般认为是河北省高阳县木板大鼓艺人马瑞河（马三疯子、马三峰），约在清朝道光、咸丰年间创始。他用铁犁铧片取代木板，用大三弦取代小三弦，并改进唱腔。西河大鼓初名“犁铧片”，一度称“河间大鼓”。流传中还曾有“大鼓书”、“西河调”、“弦子鼓”、河间大鼓等名。1920年代在天津，因其发源地大清河、子牙河被天津人称为“西河”、“下西河”而被定名为“西河大鼓”，沿用至今。西河大鼓流行于河北省境内并流传至周边的河南省、山东省、北京市、天津市、内蒙古及中国东北。
西河大鼓的表演是一人自击筒板和书鼓说唱，别人操三弦伴奏。其唱腔苍劲，似说似唱。传统节目里长篇、中篇、短篇都有，存有名目的有中长篇150多部，书帽及小段370多个，内容多是历史故事和民间演义。
西河大鼓在流传中先后形成北口朱（化麟）派、王（振元）派，南口李（德全）派、赵（玉峰）派，以及1940年代由马增芬及其父马连登创立的专演短段的马派。西河大鼓的知名演员有马瑞河、朱化麟（朱大官）、毛贲（王振元）、王再堂（转眼王）、张双来、郝英吉、赵玉峰、马连登、王书祥、李全林、马增芬、王艳芬、段少舫等人，知名节目有《响马传》、《呼家将》、《薛家将》、《刘公案》、《施公案》、《前后七国》、《小两口争灯》等。抗日战争和解放战争时期，解放区的西河大鼓艺人如王魁武、王尊三、李国春等，利用西河大鼓作为发动群众的工具。
中华人民共和国成立后，西河大鼓艺人配合政府的各项中心工作，说新书、唱新词，著名老演员王书祥、魏炳山、李成林、郑瑞田、朱孝纯、李全林、高庆恩、李跃德、魏德泉、武英占等名家重新活跃曲坛。马增芬创出新兴的马派女腔。1956年河北省3860多名民间艺人登记、发给职业演出证，西河大鼓演员不下2000人。王艳芬1957年在河北省人民广播电台连播《呼家将》，引起哄动效应。
1959年省内创办曲艺学校，曲种以西河大鼓为主，又培养了一批新人。1960年河北省曲艺工作组、河北省曲艺工作者协会（筹）在省会天津召开了西河大鼓流派座谈会，对西河大鼓的历史和各流派的演唱艺术进行了探讨和研究。使西河大鼓的发展进入历史上最好的时期。
20世纪中后期起，西河大鼓的传承发展出现危机。
2006年5月20日，西河大鼓经中华人民共和国国务院批准列入第一批国家级非物质文化遗产名录。河北省文安县文化馆、河间市文化馆、天津市曲艺团获得西河大鼓项目保护单位资格。